# Station Cité Universitaire
Station Cité Universitaire is een spoorwegstation aan de Spoorlijn Paris-Luxembourg - Limours, gelegen in het veertiende arrondissement van de Franse hoofdstad Parijs.

## Geschiedenis in jaartallen
Het station is op 7 juni 1846  geopend, bij de opening van de Spoorlijn Paris-Luxembourg - Limours. Het station heette bij de opening nog Sceaux-Ceinture, en bood een overstapmogelijkheid op de Petite Ceinture-spoorlijn. Op 9 december 1977 werd de treindienst over de Ligne de Sceaux aangesloten op de nieuwe sporen naar Châtelet - Les Halles, waarmee het eerste deel van de RER B geopend werd. Het zou nog tot 7 juni 1983 duren voordat de eerste voorstadstreinen door zouden rijden naar de buitenwijken ten noorden van Parijs, waarmee de RER B werd afgerond.
Sinds 16 december 2006 heeft het station een tramhalte van tramlijn 3.
Het station is op loopafstand van metrostation Porte d'Italie waar lijn 7 stopt.

## Ligging
Het station ligt op kilometerpunt 1,5 van de ligne de Sceaux.

## Diensten
Het station wordt aangedaan door alle diensten van de RER B.

### Vorig en volgend station
| Richting                                | Vorig station | Lijn  | Volgend station   | Richting                                             |
| --------------------------------------- | ------------- | ----- | ----------------- | ---------------------------------------------------- |
| Robinson B2 Saint-Rémy-lès-Chevreuse B4 | Gentilly      | RER B | Denfert-Rochereau | Aéroport Charles de Gaulle 2 TGV B3 Mitry - Claye B5 |

## Fotogalerij

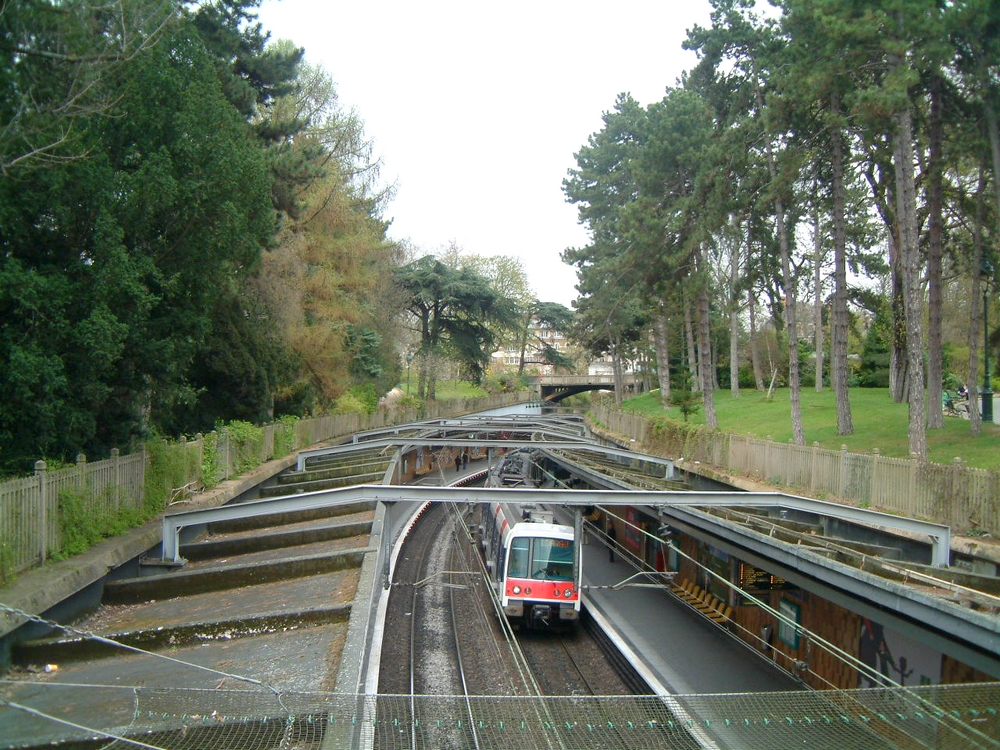
Het station ligt in het midden van park Montsouris
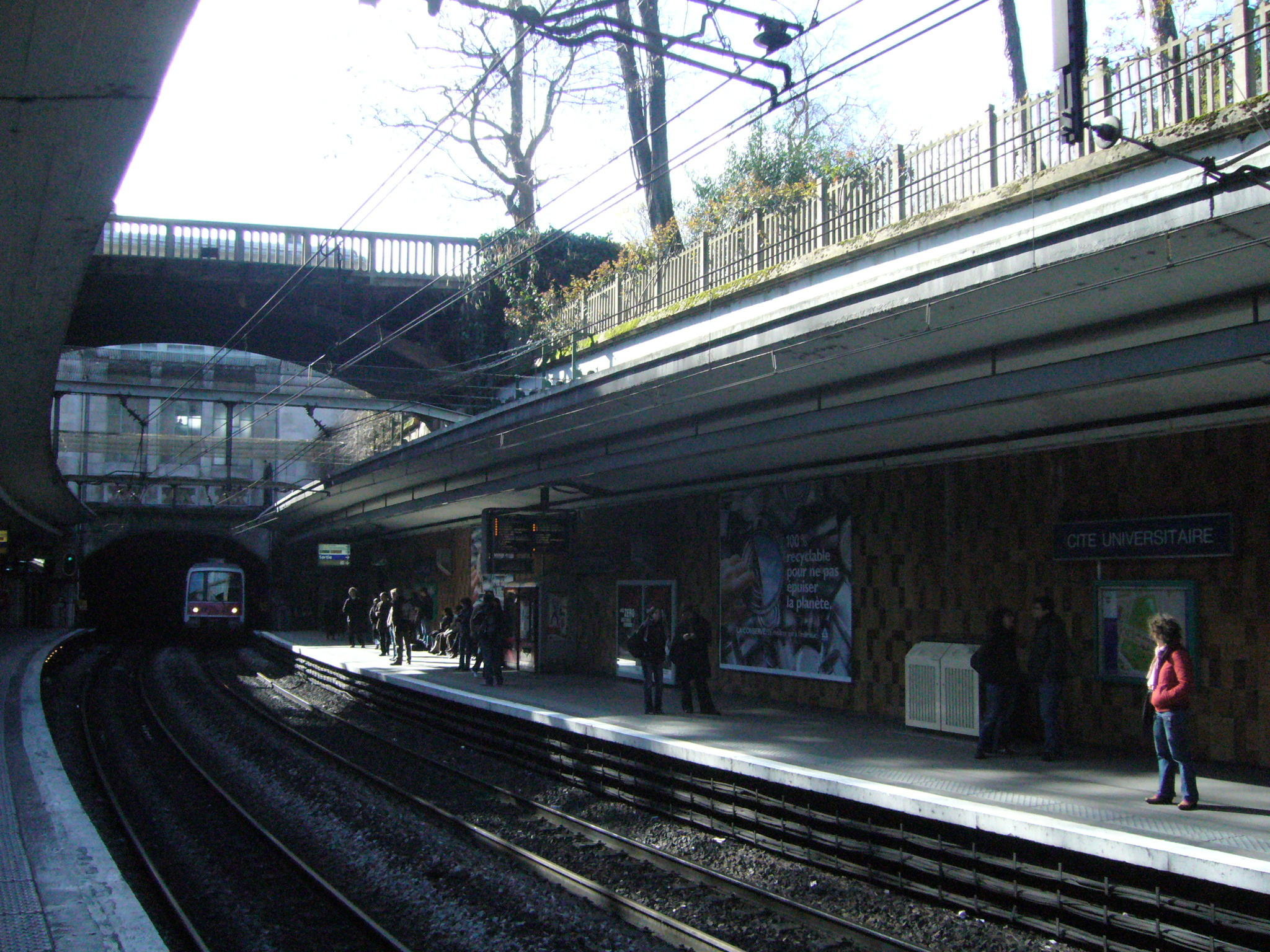
Gezien in het station